# Калиновка (Псковская область)
Калиновка — деревня в Дновском районе Псковской области России. Входит в состав Искровской волости.

## История
В 1938 году постановлением президиума ВЦИК селение Могилицы переименовано в Калиновка'. Однако до начала 1990-х годов на топографических картах деревня продолжала называться Могилицы.

## Население
| 2001 | 2002 | 2010 |
| ---- | ---- | ---- |
| 2    | ↘0   | →0   |